# Diplogrammus xenicus
Diplogrammus xenicus är en fiskart som först beskrevs av Jordan och Thompson, 1914.  Diplogrammus xenicus ingår i släktet Diplogrammus och familjen sjökocksfiskar. Inga underarter finns listade i Catalogue of Life.